# 1367

## Родени
- 3 април – Хенри IV, крал на Англия